# Selma Meerbaum-Eisinger
Selma Meerbaum-Eisinger (Černivci, 5 febbraio 1924 – Michajlovka, 16 dicembre 1942) è stata una poetessa tedesca di origine ebrea.

## Vita

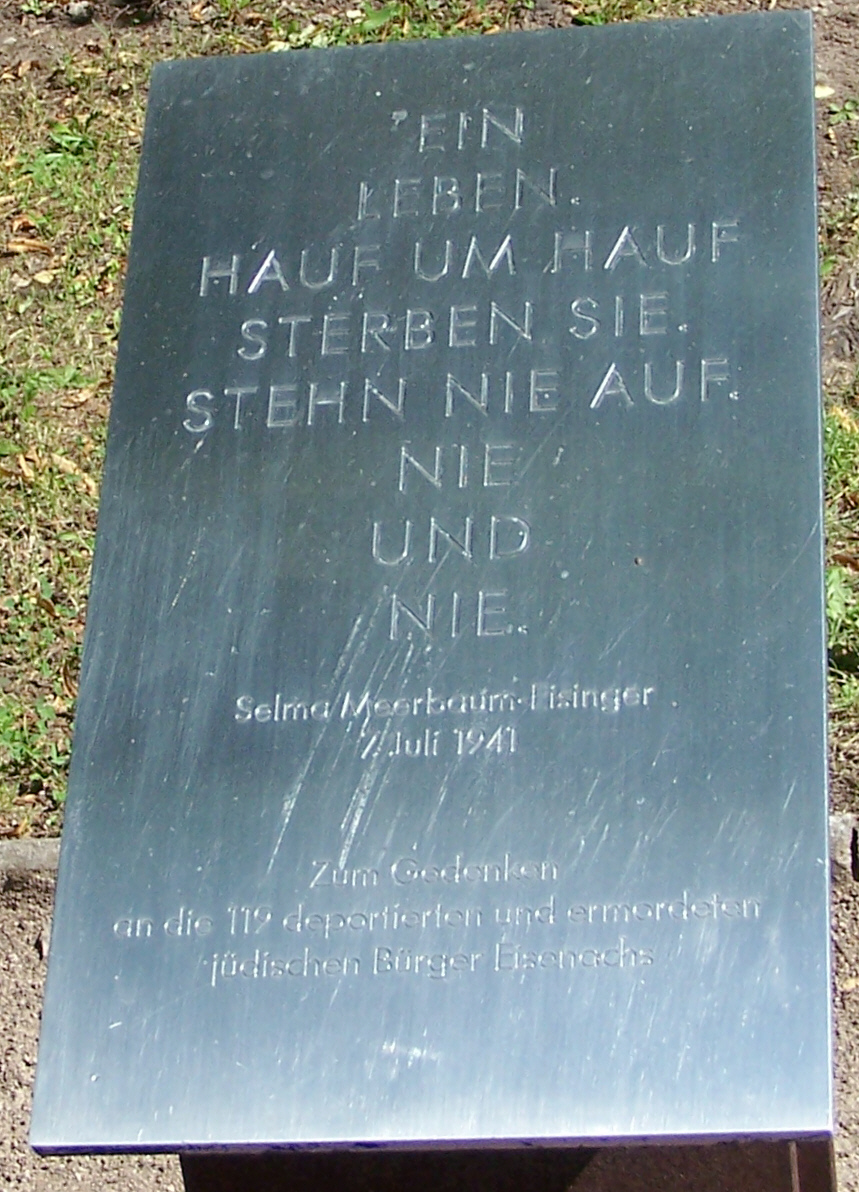

Nasce da famiglia di commercianti e sviluppa sin dalla tenera età un forte gusto per la danza e il canto. Quando ha appena un anno di vita suo padre, Max Meerbaum, muore per delle complicazioni polmonari e la madre, Frieda Schrager, sposa in seconde nozze Leo Eisinger.
Selma Meerbaum cresce a Černivci, capoluogo della Bucovina, un territorio ancora immerso nella fiorente cultura tedesca di derivazione asburgica che, proprio nel periodo della prima infanzia di Selma viene fortemente penalizzata dal movimento di rumenizzazione del paese.
Durante il secondo conflitto mondiale Černivci viene occupata dai russi che portano avanti una serie di trasferimenti forzati in Siberia di tutti gli abitanti scomodi al regime comunista in Russia (prima fra tutti la popolazione ebraica, maggioranza relativa dei cittadini del capoluogo della Bucovina). Segue l'occupazione tedesca delle truppe naziste alleate con il Regno di Romania e il regime di Ion Antonescu con nuove deportazioni di ebrei verso gli Arbeitslager della regione oltre il Dnestr detta Transnistria, oggi zona indipendentista della Repubblica Moldava, ma appartenente - negli anni quaranta - all'Ucraina.
Selma Meerbaum si avvicina appena adolescente all'attività dello scautismo ebraico, espressione di associazionismo giovanile fortemente ispirato ad un vago socialismo, ma vicino alle aspirazioni del sionismo. Ella diventa membro attivo del movimento Hashomer Hatzair nel quale può dare libero sfogo alla grande voglia di adoperarsi per gli altri e vivere a contatto con la natura in occasione delle numerose attività all'aperto.
Appassionata lettrice, traduce i poeti amati in tedesco e in yiddish e compone poesie in lingua tedesca come il più noto cugino per parte materna, Paul Celan, ispirandosi alla grande poesia tedesca di inizio Novecento, agli autori preferiti Rainer Maria Rilke, Georg Trakl e alla poesia realista ottocentesca di Heinrich Heine.
Nell'ottobre del 1942, dopo un periodo di soggiorno obbligato nel Ghetto di Černivci, Selma Meerbaum viene deportata insieme ai genitori nel campo di lavoro di Michajlovka, dove muore di tifo dopo pochi mesi di detenzione. Il periodo di permanenza nel campo di Selma viene documentato dal diario e dall'opera figurativa del pittore Arnold Daghani.
La Meerbaum ha lasciato un album poetico dedicato a Leiser Fichman, un coetaneo di Černivci, comprendente circa una sessantina di poesie e qualche traduzione dal francese e dallo yiddish.

## Edizioni delle opere
- Selma Meerbaum-Eisinger, Blütenlese, Tel Aviv University Press, Tel Aviv, 1979
- Selma Meerbaum-Eisinger, Ich bin in Sehnsucht eingehüllt: Gedichte, Hoffmann & Campe, Hamburg, 2008, ISBN 978-3-455-40121-9
- Selma Meerbaum-Eisinger, Harvest of blossom: Poems from a Life Cut Short, Northwestern University Press, 2008, ISBN 978-0-810-12537-7
- Selma Meerbaum-Eisinger, Florilegio, Edizioni Forme Libere, Trento, 2015, ISBN 978-88-6459-060-8